# Philip Mirowski
Philip Mirowski, född 21 augusti 1951 i Jackson, Michigan, är en professor, historiker och filosof verksam vid Notre Dame-universitetet i USA.

## Biografi
Mirowski avlade doktorsexamen i Nationalekonomi vid University of Michigan 1979. Han har varit gästprofessor i Italien, Frankrike, Holland och Uruguay. I sin forskning har han arbetat med ekonomiska och vetenskapliga teorier och deras samband med samhälleligt och mänskligt beteende.